# Jinshajiang-Brücke-Hutiaoxia
Die Jinshajiang-Brücke-Hutiaoxia (chinesisch 香丽高速虎跳峡金沙江大桥) führt den Xili Expressway (G0613) zwischen Lijiang und Shangri-La in der Provinz Yunnan, Volksrepublik China, in einer Höhe von 260 m über den tief eingeschnittenen Jinsha Jiang, wie der Oberlauf des Jangtsekiang genannt wird. Sie gehört damit zu den höchsten Brücken der Welt. Sie ist außerdem eine der wenigen Hängebrücken mit nur einem Pylon.
Die 2020 eröffnete Brücke mit roten Tragseilen steht 600 m oberhalb der Hängebrücke der Lijiang–Shangri-La Eisenbahn mit einem blauen Fahrbahnträger. Knapp 4 km flussabwärts steht der Felsen der Tigersprung-Schlucht mitten im Fluss.
Die insgesamt 1020 m lange und 28 m breite Hängebrücke hat in jeder Fahrtrichtung zwei Fahrspuren und einen Pannenstreifen. Auf der Nordseite steht die Brücke vor einem steilen Felshang, ihre Fahrbahnen münden unmittelbar in zwei Tunneln. Die Tragseile der Brücke sind auf dieser Seite ohne einen Pylon hoch über den Tunneln in dem Felshang verankert. Die Brücke hat eine Spannweite von 766 m. Ihr Stahlbeton-Pylon auf der Südseite ist 149,5 m hoch. Der Fahrbahnträger besteht aus einer stählernen Fachwerkkonstruktion mit einer Bauhöhe von rund 6,615 m. Zwischen dem Pylon und den Tunneleingängen am südlichen Hang verläuft der Fahrbahnträger über sechs 41,5 m lange Felder auf Stahlbeton-Pfeilern, neben denen die Ankerblöcke angeordnet sind.